# الغواصة الألمانية فئة يو بي 2
الغواصة الألمانية فئة يو بي 2 هي فئة من اليو بوت التي بنيت خلال الحرب العالمية الأولى من قبل البحرية الإمبراطورية الألمانية. تم توسيعها أكثر من الفئة السابقة يو بي I وكانت غواصات أكثر فعالية. كانت الغواصات عبارة عن تصميم بدن واحد مع عمق غوص أقصى يبلغ 50 مترًا ووقت غوص يتراوح من 30 إلى 45 ثانية. في عامي 1915 و 1916 ، تم بناء 30 في اثنين من أحواض بناء السفن المختلفة.

## قائمة نوع الغواصات UB II
كان هناك 30 غواصة من النوع يو بي II في الخدمة في البحرية الإمبراطورية الألمانية.
- أس أم يو بي-18 - تم تلغيمها في ديسمبر 1917
- أس أم يو بي-19 - غرقت من قبل - سفينة كيو بريطانية نوفمبر 1916
- أس أم يو بي-20 - غرقت بطائرة في يوليو 1917
- أس أم يو بي-21 - مؤسس في طريقه إلى قواطع 1920
- أس أم يو بي-22 - Mined January 1918
- أس أم يو بي-23 - أعطبت عام 1921
- أس أم يو بي-24 - أعطبت عام 1921
- أس أم يو بي-25 - أعطبت عام 1922
- أس أم يو بي-26 - غرقت ونشأت من قبل القوات البحرية الفرنسية تم إصلاحها كـ Roland Morillot BU 1931
- أس أم يو بي-27 - غرقت بواسطة أتش أم أس Halcyon يوليو 1917
- أس أم يو بي-28 - كسر 1919
- أس أم يو بي-29 - يعتقد سابقًا أنه غرق بواسطة أتش أم أس Landrail، ولكن من المحتمل أن يتم استخراجها في ديسمبر 1916 (تم اكتشاف الحطام في عام 2017 ، وهو ما يتعارض مع الائتمان لـ HMS Landrail.
- أس أم يو بي-30 - غرقت بواسطة سفينة صيد الجلالة جون جيلمان أغسطس 1918
- أس أم يو بي-31 - غرقت بواسطة ASW التائه مايو 1918
- أس أم يو بي-32 - غرقت بالطائرة في سبتمبر 1917
- أس أم يو بي-33 - Mined April 1918
- أس أم يو بي-34 - كسر حتى عام 1922
- أس أم يو بي-35 - غرقت بواسطة أتش أم أس Leven يناير 1918
- أس أم يو بي-36 - صدم وغرق بواسطة SS Molière مايو 1917
- أس أم يو بي-37 - غرقت من قبل Q- سفينة Penshurst يناير 1917
- أس أم يو بي-38 - Mined February 1918
- أس أم يو بي-39 - Mined May 1917
- أس أم يو بي-40 - Scuttled October 1918
- أس أم يو بي-41 - كسر حتى عام 1920
- أس أم يو بي-42 - كسر حتى 1919
- أس أم يو بي-43 - كسر 1919
- أس أم يو بي-44 - غرقت بواسطة السفن السطحية البريطانية أغسطس 1916
- أس أم يو بي-45 - Mined 1916
- أس أم يو بي-46 - Mined 1916
- أس أم يو بي-47 - كسر 1919

## قائمة المراجع
- سفن القتال في جميع أنحاء العالم من كونواي، 1906-1921
- Gröner، Erich؛ Jung، Dieter؛ Maass، Martin (1991). U-boats and Mine Warfare Vessels. London: Conway Maritime Press. ج. 2. ISBN:0-85177-593-4. {{استشهاد بكتاب}}: |عمل= تُجوهل (مساعدة)  Gröner، Erich؛ Jung، Dieter؛ Maass، Martin (1991). U-boats and Mine Warfare Vessels. London: Conway Maritime Press. ج. 2. ISBN:0-85177-593-4. {{استشهاد بكتاب}}: |عمل= تُجوهل (مساعدة)  Gröner، Erich؛ Jung، Dieter؛ Maass، Martin (1991). U-boats and Mine Warfare Vessels. London: Conway Maritime Press. ج. 2. ISBN:0-85177-593-4. {{استشهاد بكتاب}}: |عمل= تُجوهل (مساعدة)